# Volpedo
Volpedo là một đô thị ở tỉnh Alessandria trong vùng Piedmont của Italia, có vị trí cách khoảng 100 km về phía đông của Torino và khoảng 30 km về phía đông của Alessandria. Tại thời điểm ngày 31 tháng 12 năm 2004, đô thị này có dân số 1.197 người và diện tích là 10,6 km².
Đô thị Volpedo có các frazioni (các đơn vị cấp dưới, chủ yếu là các làng) Cà Barbieri, Cà Stringa, Croce và Casanova.
Volpedo giáp các đô thị: Casalnoceto, Godiasco, Monleale, Montemarzino, Pozzol Groppo và Volpeglino.
Painter Giuseppe Pellizza da Volpedo was born in this village.